# Subdivisões da Guiana
As subdivisões da Guiana, um estado unitário, consistem em 10 regiões administrativas e 27 conselhos:
| No. | Region                                | Area (km²) | Pop. (2012) | Pop. per km² | Capital         |
| --- | ------------------------------------- | ---------- | ----------- | ------------ | --------------- |
| 1   | Barima–Waini                          | 20,339     | 26,941      | 1.3          | Mabaruma        |
| 2   | Pomeroon–Supenaam                     | 6,195      | 46,810      | 7.6          | Anna Regina     |
| 3   | Ilhas do Essequibo–Demerara Ocidental | 3,755      | 107,416     | 28.6         | Vreed en Hoop   |
| 4   | Demerara–Mahaica                      | 2,232      | 313,429     | 140.4        | Triumph         |
| 5   | Mahaica–Berbice                       | 4,190      | 49,723      | 11.9         | Fort Wellington |
| 6   | Berbice Oriental–Corentyne            | 36,234     | 109,431     | 3.0          | New Amsterdam   |
| 7   | Cuyúni–Mazarúni                       | 47,213     | 20,280      | 0.4          | Bartica         |
| 8   | Potaro–Siparúni                       | 20,051     | 10,190      | 0.5          | Mahdia          |
| 9   | Alto Tacutu–Alto Essequibo            | 57,750     | 24,212      | 0.4          | Lethem          |
| 10  | Alto Demerara–Berbice                 | 17,040     | 39,452      | 2.3          | Linden          |
|     | Guyana                                | 214,999    | 747,884     | 3.5          | Georgetown      |

Nota: O número à direita é o número dado à região na Guiana.

## Mapa
Legenda:
1. Barima–Waini (Região 1)
2. Cuyúni–Mazarúni (Região 7)
3. Demerara–Mahaica (Região 4)

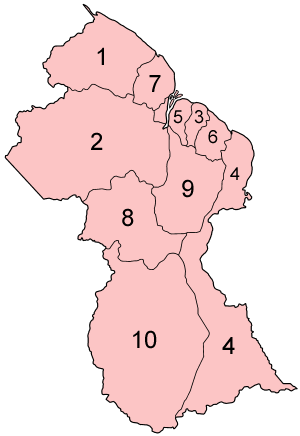
Regiões administrativas da Guiana

4. Berbice Oriental–Corentyne (Região 6)
5. Ilhas do Essequibo–Demerara Ocidental (Região 3)
6. Mahaica–Berbice (Região 5)
7. Pomeroon–Supenaam (Região 2)
8. Potaro–Siparúni (Região 8)
9. Alto Demerara–Berbice (Região 10)
10. Alto Tacutu–Alto Essequibo (Região 9)

Nota: O número à esquerda corresponde à localização no mapa.

Não confundir com o número oficial da região.